# Pequeña pagoda del ganso salvaje
La pequeña pagoda de ganso salvaje (en chino: 小雁塔, en pinyin: Xiǎoyàn Tǎ), es una de las dos pagodas más importantes de la dinastía Tang en la ciudad de Xi'an, en la provincia china de Shaanxi. Fue construida entre 707 y 709, mientras que la ciudad, conocida como Chang'an, era la más poblada del Imperio. La otra pagoda notable es la gran pagoda del ganso salvaje, construida en 652 y restaurada en 704.

## Historia
La pequeña pagoda del ganso salvaje se construyó entre 707 y 709, durante la dinastía Tang, bajo el emperador Zhongzong (c. 705-710). La pagoda se elevaba hasta los 45 m hasta el terremoto de Shaanxi de 1556. El terremoto dañó la pagoda, reduciendo su altura a 43 metros repartidos en 15 niveles. La pagoda está hecha de una estructura de ladrillo que rodea un espacio vacío; su base es cuadrada y el estilo coincide con otras pagodas del mismo período.
Durante la dinastía Tang, la pequeña pagoda del ganso silvestre fue separada de su templo paterno, el Templo Dajianfu, por una calle. Los peregrinos indios trajeron sagradas escrituras budistas de la India, ya que el templo era uno de los principales centros de traducción de textos budistas en Chang'an. El templo era más antiguo que la pagoda, habiendo sido fundado en 684, exactamente 100 días después de la muerte de Tang Gaozong (c. 649-683). El emperador Zhongzong dio su residencia para la construcción de un nuevo templo allí, de modo que 200 monjes vivieron allí, en memoria de su padre Gaozong. Originalmente, el templo se llamaba Daxianfusi o  Gran monasterio de bendiciones ofrecido por Zhongzong , hasta que fue renombrado  Dajianfusi  por la Emperatriz Wu Zetian en 690.